# Коннор Хоук
Коннор Хоук (англ. Connor Hawke) — персонаж «DC Comics», второй супергерой, действующий под именем Зелёной Стрелы. Создан Келли Пакеттом и Джимом Апаро. Коннор — сын Оливера, первой Зелёной Стрелы, и его бывшей подруги Сандры Хоук. Коннор Хоук впервые появился в 0-м выпуске 2-го тома комикса «Green Arrow», вышедшем в 1994 году.

## Вымышленная биография

### «One Year Later»
После событий Бесконечного кризиса, в 34 номере 3-го тома «Teen Titans», вышедшем в 2006 году, было раскрыто, что Коннор находился вместе с Мией Дерден и Оливером Квином на острове, пока Оливер тренировался для возвращения в Стар-сити.
В ноябре 2006 года Коннор появился в собственном шести-серийном комиксе, названном «Connor Hawke: Dragon’s Blood». Он был написан Чаком Диксоном с иллюстрациями Дерека Донована. Диксон заявил, что «большой сюрприз ведет к большим переменам в жизни Коннора, особенно в отношении его отца».

### «Blackest Night» и возвращение
В ходе действий кроссовера «Blackest Night» Коннор путешествует в Кост-сити и встречает Оливера после того, как тот стал Чёрным фонарем. Коннор снова надевает костюм Зелёной Стрелы. В течение битвы, Оливер насмехается над Коннором, говоря ему, что он всегда ненавидел Коннора, поскольку он напоминал ему, как он постарел. Коннор колеблется, сражаться ли ему с отцом, но в конце концов останавливает его, заморозив его с помощью жидкого азота. После победы над Оливером Коннор, Миа и Дайна присоединяются к схватке с другими Чёрными Фонарями.
После этого Коннор возвращается к руинам Стар-сити (разрушенного незадолго до событий кроссовера «Темнейшая ночь») и пытается помочь восстановить порядок. Коннор встречает Оливера, находящегося в бегах после убийства Прометея, злодея, ответственного за разрушение города. Оливер пытается поговорить с сыном, но Коннор зло прерывает его и говорит, что схватка с Оливером, когда он был Чёрным Фонарём, каким-то образом дала толчок его памяти, и теперь он помнит все ужасные вещи, которые Оливер сделал с ним. Когда Оливер говорит Коннору, что он вроде простил его, Коннор заявляет, что утратил силу прощать его за все преступления, совершённые им. И хотя он не выдал Оливера Лиге Справедливости, он также отказался и помочь ему, вместо этого сказав ему сделать хоть раз что-то правильно в своей жизни.

## Этническая принадлежность
У Коннора очень смешанная наследственность — он частично азиат, африканец и европеец (его мать была наполовину чёрной и наполовину кореянкой, а его отец Оливер — белый), и изначально его рисовали с азиатскими чертами — тёмной кожей, светлыми волосами и глазами. Однако это не всегда поддерживалось художниками и колористами, и когда серия комиксов «Green Arrow» была перезагружена, персонаж стал изображаться с европейскими чертами и светлой кожей (несмотря на то, что его детское изображение в более позднем комиксе «Archer’s Quest» было с тёмной кожей). Оригинальные черты Коннора были позже восстановлены в мини-серии «Dragon Blood» Диксона. Сейчас он изображается со смесью черт американца азиатского происхождения и африканца.

## Вопрос идентификации матери
Существует путаница о том, кто мать Коннора. В последних выпусках первой Зелёной Стрелы, написанных Чаком Диксоном, мать Коннора идентифицировалась как Сандра Хоук, также известная как Мундей Хоук, — ветреная экс-хиппи, ставшая одной из многих пассий юного Оливера Квина. Мундей играла короткую второстепенную роль в серии комиксов, часто выполняя роль жертвы, которую нужно спасти из-за махинаций её мужа — торговца оружием по имени Мило Армитаж, частого противника новой Зелёной Стрелы.
Шадо, лучница и бывшая участница якудза, также имевшая ребёнка от Оливера Квина, часто ошибочно идентифицировалась как мать Коннора Хоука. Первый раз из-за одного выпуска журнала «Wizard», в котором в качестве первого появления Коннора был указан 24-й выпуск 2-го тома комикса «Green Arrow», что неверно — в этом номере впервые появился сын Шадо (подросток, позже названный Робертом). Коннор же впервые появился уже мужчиной в 0-м выпуске 2-го тома «Green Arrow». Роберт и Коннор были показаны вместе с большой разницей в возрасте в мини-серии «Dragon’s Blood» Чарльза Диксона.
Конфуз продолжился, когда в 109-м выпуске «Birds of Prey» Барбара Гордон неверно назвала Шадо матерью Коннора, когда просматривала список женщин, с которыми Оливер изменял своей постоянной девушке Дине Ленс. Писатель Тони Бедард обозначил этот случай, как «старый добрый ляп с моей стороны».

## Силы и способности
Коннор не обладает особыми способностями; он лучник-эксперт, хотя и не настолько хорош, как его отец. За счет его влияния вся «команда стрелы» начала использовать острые стрелы. Как бы то ни было, они по прежнему используют стрелы со специальными наконечниками, когда нужно.
Благодаря тренировкам в ашраме Коннор может подражать любому стилю боевых искусств, свидетелем демонстрации которого он стал. Писатель Чак Диксон использовал сюжетную историю Братства Кулака, чтобы установить уровень мастерства Коннора, как один из лучших в мире. Год спустя событий «Infinite Crisis» Коннор продолжил тренировки, и, как и его отец, и Миа, научился владеть мечом. Также во время битвы с Оливером во время «Blackest Night» Коннор показал себя очень способным в обращении с сюрикэном.
Согласно мини-серии 2007 года «Connor Hawke: Dragon’s Blood» Коннор получил некую часть бессмертия, повышенной силы и скорости, когда искупался в крови дракона. Однако ни одно из этих свойств не было упомянуто после мини-серии.
После событий серии 2008 года «Green Arrow and Black Canary» Коннор был инфицирован нейротоксином, разрушающим мозг, и его ДНК была перемешана с ДНК Пластичного человека и другими, неизвестными источниками, в результате он получил серьёзную амнезию и теперь не способен обращаться с луком на прежнем уровне, однако получил крайне сильный исцеляющий фактор и очень высокий болевой порог. Его боевое мастерство, тем не менее, осталось на прежнем уровне, и даже более того: с новоприобретёнными способностями он стал устрашающим воином, которого не удержат боль или раны.

## Вне комиксов
- Первый намёк на сына Стрелы был сделан во флэшбеках второго сезона телесериала Стрела. Молодой Оливер рассказал матери, что одна из его бывших девушек (Саманта Клейтон, сыгранная Анной Хопкинс) забеременела от него. Мойра, изучив биографию и медобследования девушки, вызвала её к себе, чтобы предложить сделку: Мойра даёт Саманте 1 миллиона долларов, чтобы она переехала в Централ-сити и там вырастила ребёнка в тайне от Оливера. Позднее в сериале Флэш в серии 8 Оливер встречает девушку в кафетерии, с которой они обменялись несколькими словами, в основном о здоровье (она сказала Олли, что потеряла ребёнка). В следующем кадре она звонит мальчику по телефону (при этом после сцены с матерью Куина прошло около восьми лет). Сам же мальчик по имени Уильям (сыгранный юным актёром Джеком Муром) появляется с матерью при аналогичных обстоятельствах во «Флэше» в серии 2x08.
  - Долгое время (до объявления во «Флэше» имени Саманты и её сына) персонаж Анны Хопкинс на многих информационных киносайтах называлась Сандра Хоук, а сын, соответственно, ассоциировался с Коннором. А также Коннор появился в сериале «Легенды завтрашнего дня» в 2046 году и выступил в роли сына Джона Диггла (настоящее имя — Джон Диггл-младший) и преемника Оливера Куина.